# Nederländska reformerta kyrkan
Nederländska reformerta kyrkan var ett kalvinistiskt trossamfund som räknade sina rötter tillbaka till synoden i tyska Emden i oktober 1571.
Det ursprungliga namnet var Nederduitsch Gereformeerde Kerk. 1816 fick kyrkan det officiella namnet Nederlandse Hervormde Kerk.
Kyrkan hade två miljoner medlemmar och 1350 församlingar när den 2004 gick samman med Reformerta kyrkan i Nederländerna och Evangelisk-lutherska kyrkan i Kungariket Nederländerna och bildade Nederländernas Protestantiska Kyrka.

## Historia
Nederländska reformerta kyrkan var den äldsta nationella reformerta kyrkan i Nederländerna och bildades av kalvinistiska församlingar som uppstått under reformationen. Innan upplösningen av den Holländska republiken hade den privilegierad status i landet.
Lagen krävde t.ex. att varje person med ett offentligt uppdrag skulle vara praktiserande medlem av denna kyrka.
Nederländska reformerta kyrkan spred sig med holländska kolonisatörer till andra delar av världen.
Dirk van der Hoff organiserade kyrkan i Sydafrika. Där har sedan ett flertal reformerta boerkyrkor uppstått, som Nederduits Gereformeerde Kerk, Nederduitsch Hervormde Kerk, Gereformeerde Kerk, Afrikaanse Protestantse Kerk och Uniting Reformed Church in Southern Africa.
I början av 1600-talet blev Nederländska reformerta kyrkan det första officiellt erkända trossamfundet i de holländska besittningarna i Amerika. En modern avläggare av denna kyrka är Reformed Church in America (RCA). Andra reformerta kyrkor i Nordamerika, med nederländskt ursprung är Christian Reformed Church in North America (CRCNA), Free Reformed Church, Netherlands Reformed Church och Protestant Reformed Church.
Hollands ostindiska kompani etablerade 1642 den Nederländska reformerta kyrkan i dåvarande Ceylon. 
2007 bytte man namn till Christian Reformed Church of Sri Lanka.

## Bekännelseskrifter
Kyrkans lära formulerades i de tre enhetsformulären. Ironiskt nog har tolkningar av dessa skrifter lett till en massa splittring och oenighet inom kyrkan under årens lopp.

## Utbrytningar
- 1818: Remonstranterna
- 1834: Avskiljningen
- 1840: Ledeboerianska församlingarna
- 1886: Doleantie
- 1906: Reformerta Unionen
- 1926: Reformerta kyrkor i återställd gemenskap
- 2004: Återupprättade reformerta kyrkan